# Mauro Battaglini
Mauro Battaglini (Pietrasanta, 27 ottobre 1949 – Vigevano, 5 settembre 2020) è stato un dirigente sportivo e procuratore sportivo italiano.

## Biografia
Nato a Pietrasanta, crebbe a Montecatini Terme. In gioventù lavorò come cameriere, barman, maitre d'hotel tra la Toscana, Milano, la Svizzera e Londra, prima di approdare definitivamente al mondo del ciclismo.
Introdusse la figura del procuratore sportivo nel mondo del ciclismo, professione che di fatto - prima di lui - non esisteva. Fu per trent'anni procuratore di ciclisti professionisti, curando gli affari - fra gli altri - di Mario Cipollini, Damiano Caruso, Alberto Bettiol e Davide Formolo.
Come direttore sportivo lavorò con varie squadre ciclistiche professionistiche: la Metauro Mobili Pinarello (1982-84), la Vini Ricordi (1985-86), la Pepsi Cola-Alba Cucine (1987), la Polli-Mobiexpert (1989) e la Batik-Del Monte (1997).
Ricoprì per anni anche il ruolo di segretario dell'Associazione dei Corridori Ciclisti Professionisti Italiani.
È morto a 70 anni all’ospedale di Vigevano dopo una lunga malattia. Sposato con Pinuccia, ebbe da lei un figlio, Gianluca.